# Fyren (biograf, Härnösand)

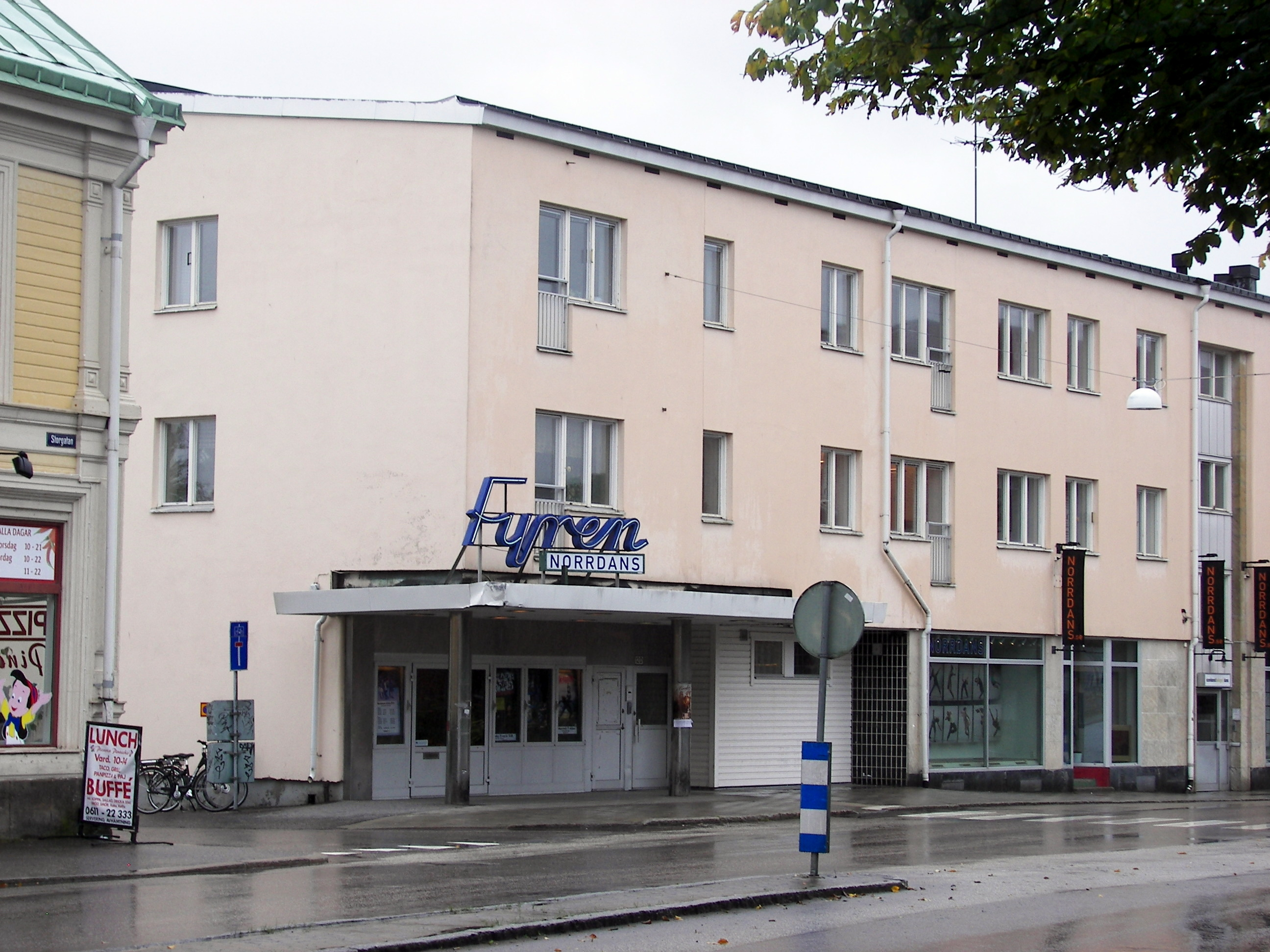
Fyren i Härnösand i september 2013

Fyren är en tidigare singelbiograf på Storgatan 12 i Härnösand, Västernorrlands län. Biografen byggdes 1995 om till dandsteater.  

## Historia
Biografen invigdes 1938 och drevs i över 40 år som singelbiograf. 1984 gick biografen den stora biografdöden tillmötes och byggdes då om till teater. 1995 byggdes Fyren återigen om, denna gång till dansteater för att bli centrum för NorrDans. Efter ombyggnaden till dansteater består salongen av 100 platser.